# Siège de Fort Harrison
Guerre anglo-américaine de 1812
Le siège de Fort Harrison est un épisode de la guerre anglo-américaine de 1812 qui eut lieu du 4 au 15 septembre 1812 dans le territoire de l'Indiana, près de la ville actuelle de Terre Haute.
Le 4 septembre, environ 600 guerriers kickapous, miamis, potéouatamis et winnebagos attaquent le fort Harrison, alors défendu par une quinzaine de soldats sous les ordres du capitaine Zachary Taylor. Au cours de la bataille, l'un des guerriers amérindiens parvient à mettre le feu aux baraques situées à l'intérieur du fort. Taylor donne alors l'ordre aux civils présents d'éteindre l'incendie tandis que lui et ses hommes continuent d'affronter les Amérindiens qu'ils parviennent à repousser. Les Amérindiens restent dans le secteur les jours suivants, tentant d'affamer les occupants du fort. L'arrivée de renforts venant de Vincennes le 15 septembre disperse les guerriers et met fin au siège.